# Đầu phiếu đa số tương đối

Một mẫu phiếu đầu phiếu đa số tương đối.

Đầu phiếu đa số tương đối hay còn gọi là đầu phiếu đa số đơn (Tiếng Anh: plurality voting system, first past the post, winner-takes-all) là một hình thức đầu phiếu một người thắng thường được dùng để bầu các vị trí điều hành hay bầu thành viên trong hội đồng lập pháp từ các khu vực bầu cử.

## Người về đích đầu tiên
Trong tiếng Anh, người ta dùng cụm từ  first past the post. Ở tiếng Việt, có thể hiểu là người thắng là người có nhiều phiếu nhất, hay người về đích đầu tiên. Thuật ngữ này xuất phát từ môn đua ngựa.  Ai về đích đầu tiên thì thắng hết tiền cược. Đây cũng là lý do cho một thuật ngữ khác có nghĩa tương tự là người thắng giành trọn. Thật ra, không có đích cụ thể trong bầu cử. Đích ở đây được hiểu là số phiếu lớn nhất mà một người nhận được.
Từ trước đến nay, đây là một hệ thống bầu cử hay gây tranh cãi, dẫn đến cải cách bầu cử, và nhiều hệ thống đầu phiếu khác nhau ra đời nhắm khắc phục nhược điểm của hệ thống này. Hình thức bầu cử này được dùng cho các cuộc bầu cử địa phương hoặc ở cấp quốc gia của 43 trong 191 quốc gia trong Liên Hợp Quốc. Nó phổ biến đặc biệt ở Vương Quốc Anh và thuộc địa Anh trước kia, gồm Mỹ, Canada, và Ấn Độ. Xem Hệ thống bầu cử Westminster.

## Đầu phiếu
Với đầu phiếu đa số tương đối đơn giản, mỗi cử tri chỉ được phép bầu cho một ứng viên, và ứng viên thắng cuộc là người giành được nhiều số phiếu bầu nhất. Đây là hình thức đơn giản nhất cho cả cử tri lẫn cơ  quan kiểm phiếu. 

### Các loại lá phiếu
Nhìn chung, có hai loại lá phiếu dùng trong hình thức bầu cử này. Một loại là liệt kê danh sách ứng viên để cử tri có thể đánh dấu chọn; loại kia là một lá phiếu trắng để cử tri điền ứng viên được chọn vào. 

### Các hệ thống đầu phiếu đa số tương đối điển hình

#### Hệ thống lưỡng đảng của Anh
Anh thường được cho là nhà nước lưỡng đảng, nhưng cũng có một số đảng nhỏ quan trọng khác. 
Hệ thống bầu cử của Anh dẫn đến hình thành hai đảng lớn và hạn chế các đảng nhỏ hơn. Giống như ở Mỹ và Canada, Anh dùng nguyên tắc chỉ chọn một ứng viên trong một hạt bầu cử. Đây là hệ thống Anh cũ nhưng đơn giản: Mỗi hạt bầu cử chọn một ứng viên nhiều phiếu nhất, bất kể có ít hơn đa số tương đối (50%), được gọi là người về đích đầu tiên. Chính điều này có khuynh hướng dẫn đến việc hình thành hai đảng lớn, bởi vì chỉ có một người thắng nên các đảng nhỏ hơn thường liên kết với nhau để thắng cử. Điều này không xảy ra ở các quốc gia dùng hình thức đại diện tỉ lệ, nơi có hình thức nhiều đảng chứ không chỉ lưỡng đảng.
Các quốc gia theo hệ thống Anh quốc cũng thường có khuynh hướng có hai đảng lớn hơn hẳn, một đảng tả khuynh, và một đảng hữu khuynh hay còn có tên khác như đảng cấp tiến, và bảo thủ. Dễ thấy nhất là Mỹ có hai đảng Dân chủ và Cộng hòa; Anh có Công đảng và đảng Bảo thủ.

#### Các thí dụ đơn giản
Bầu cử các thành viên Nghị viện Anh là điển hình nhất của hình thức bầu cử này. Nhưng nó còn được dùng ở phạm vi nhỏ hơn như bầu lớp trưởng chẳng hạn.

## Ưu điểm

### Bảo đảm nguyên tắc Mỗi Người Một Phiếu
Hệ thống bầu cử này chủ yếu dựa trên việc bảo đảm nguyên tắc Mỗi Người Một Phiếu (Tiếng Anh: OMOV - one man, one vote.) 

### Liên kết với khu vực bầu cử
Hệ thống này không yêu cầu các khu vực bầu cử có nhiều hơn một thành viên như các hệ thống đại diện tỉ lệ. Chính điều này làm cho mối quan hệ giữa cử tri và đại diện của họ, và trách nhiệm của đại diện với cử tri được chú trọng hơn.

### Sự tiết chế
Ở hệ thống đầu phiếu đa số tương đối, cử tri thường không muốn bầu cho những ứng viên trông khó thắng cử, và họ bỏ phiếu cho những ứng viên họ thích và có cơ hội thắng nhất. Do vậy, ứng viên thắng thường có thái độ tương đối trung dung hơn.

## Nhược điểm

### Đầu phiếu chiến thuật
Theo luật Duverger, hình thức đầu phiếu đa số tương đối khuyến khích kỹ thuật đầu phiếu chiến thuật ở mức độ lớn hơn các hình thức khác. Như là thỏa hiệp, cử tri dường như bị ép bầu cho một trong hai ứng viên có cơ may thắng nhất, dù cho họ không thích ai trong số hai ứng viên đó bởi vì nếu họ bầu cho một ứng viên khác, họ sẽ lãng phí lá phiếu của họ.
Vì cử tri phải dự đoán trước ai sẽ là hai ứng viên hàng đầu, điều này gây ra phiền toái đáng kể:
- Quyền hạn quan trọng của truyền thông ảnh hưởng đến cuộc bầu cử. Những ứng viên được truyền thông ưu ái hơn dễ dàng lọt vào hai người dẫn đầu.
- Những ứng viên mới được để cử có thực lực có khi lại bị xem là thiếu kinh nghiệm nên khó lọt vào hai người đầu; vì vậy, họ lại càng khó tạo được uy tín trong lần bầu cử tiếp theo do có số phiếu bầu thấp trong lần này.
- Hệ thống bầu cử này dường như khuyến khích bỏ phiếu ‘’chống’’ hơn là bỏ phiếu ‘’chọn’’.
- Nếu có đủ cử tri dùng chiến thuật này, hình thức bầu cử đa số tương đối lại trở thành hệ thống bầu cử hai vòng, một mô hình hoàn toàn khác.

### Ảnh hưởng đến các đảng chính trị

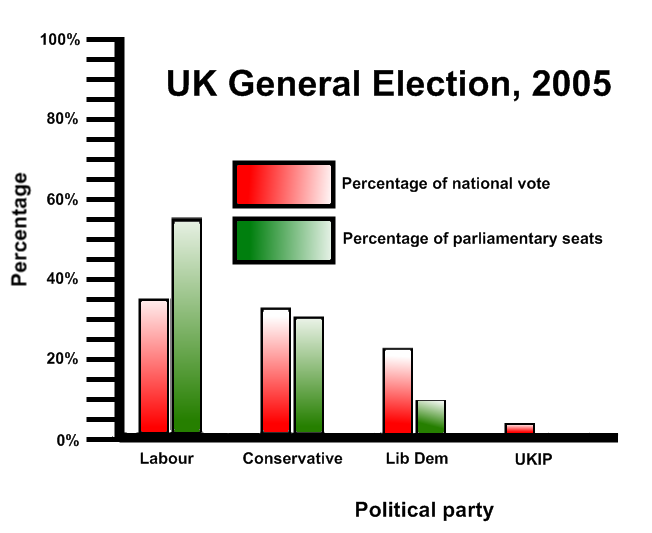
A graph showing the difference between the popular vote and the number of seats won by major political parties at the United Kingdom general election, 2005

Luật Duverger là một nguyên tắc trong khoa học chính trị cho rằng những hệ thống dùng đầu phiếu đa số tương đối trước sau gì cũng trở thành hệ thống lưỡng đảng.

### Lá phiếu lãng phí
Lá phiếu lãng phí là những phiếu bầu cho những ứng viên thua hay cho những ứng viên thắng nhưng vượt quá ngưỡng cần thiết.

### Việc ảnh hưởng bất tương xứng của các đảng nhỏ
Các đảng nhỏ có thể thay đổi một cách không tỉ lệ đến kết quả của cuộc bầu cử theo dạng này bằng cách tạo ra bè phái chính trị. Nhất là khi có hai đảng đang cân bằng nhau, nếu các đảng nhỏ này tham gia vào một bên sẽ tạo lợi thế cho đảng trước đó ít được ưa chuộng hơn. So sánh với đại diện tỷ lệ, các đảng nhỏ này chỉ đơn giản là giành được tỉ lệ phần trăm họ thắng mà thôi.

### Các quốc gia sử dụng
Các quốc gia sử dụng hệ thống này để bầu các thành viên trong cơ quan lập pháp. 
- Antigua và Barbuda
- Azerbaijan
- Bahamas
- Bangladesh
- Barbados
- Belize
- Bhutan
- Botswana
- Canada
- Dominica
- Ethiopia
- Gambia
- Ghana
- Grenada
- Ấn Độ (Thượng viện dùng đại diện tỉ lệ)
- Jamaica
- Kenya
- Kuwait
- Liban
- Malawi
- Malaysia
- México
- Federated States of Micronesia
- Maroc
- Nepal
- Nigeria
- Pakistan
- Palau
- Papua New Guinea
- Philippines
- Saint Kitts và Nevis
- Saint Lucia
- Saint Vincent và Grenadines
- Samoa
- Singapore
- Quần đảo Solomon
- Hàn Quốc
- Swaziland
- Tanzania
- Tonga
- Trinidad và Tobago
- Tuvalu
- Uganda
- Anh Quốc
- Hoa Kỳ (ngoại trừ Louisiana và Washington)
- Yemen
- Zambia
- Zimbabwe